# Anima mundi
Anima mundi (łac.), dusza świata (gr.) psychē tou kósmou – czysta eteryczna dusza, którą niektórzy starożytni filozofowie określali jako rozproszoną w całej naturze. Została stworzona do ożywienia całej materii w tym samym kierunku, w jakim dusza została stworzona do ożywienia człowieka.
Pojęcie to stworzył Platon, jest ono także powiązane z filozofią wschodnią hinduizmu. W późniejszym okresie stoicy zaczęli wierzyć, że jest to jedyna potęga życiowa we wszechświecie.
Podobne poglądy mieli filozofowie hermetyczni tacy jak Paracelsus, Baruch Spinoza, Gottfried Leibniz i później Friedrich Schelling (1775-1854).
Poglądy te były rozwijane od 1960 r. przez wierzących w hipotezę Gai Jamesa Lovelocka.